# ブラックデビル (たばこ)
ブラックデビル（BLACK DEVIL）は、オランダで製造されているたばこ銘柄のひとつ。現在は、Heupink＆Bloemenがブランド所有及び製造している。

## 販売国
ベルギー、オランダ、ドイツ、フランス、スイス、スウェーデン、オーストリア、イタリア、ポーランド、スロベニア、ラトビア、ロシア、スペイン、イスラエル、ミャンマー、台湾、韓国、ウクライナ、日本にて販売されている。

## 製品一覧
| 製品名                                   | タール | ニコチン | 一酸化炭素 |
| ブラックデビル・チョコレート・フレーバー | 10 mg  | 0.8 mg   | 10 mg      |
| ブラックデビル・スペシャル・フレーバー   | 7 mg   | 0.5 mg   | 10 mg      |
| ブラックデビル・ブラック                 | 10 mg  | 0.8 mg   | 9 mg       |
| ブラックデビル・ピンク                   | 7 mg   | 0.5 mg   | 9 mg       |
| ブラックデビル・イエロー                 | 8 mg   | 0.6 mg   | 10 mg      |
| ブラックデビル・グリーン                 | 7 mg   | 0.5 mg   | 9 mg       |
| ブラックデビル・ミントヴァニラ           | 10 mg  | 0.8 mg   | 9 mg       |